# Copa Mundial Femenina de Rugby de 2010
La Copa Mundial Femenina de Rugby de 2010 (2010 Women's Rugby World Cup en inglés) fue la sexta edición de la Copa Mundial Femenina de Rugby. Se llevó a cabo en Inglaterra entre el 20 de agosto de 2010 al 5 de septiembre de ese mismo año.

## Fase de grupos

### Grupo A
| Equipo        | PJ | PG | PE | PP | PF  | PC  | Dif  | TF | TC | Puntos Bonus | Puntos |
| ------------- | -- | -- | -- | -- | --- | --- | ---- | -- | -- | ------------ | ------ |
| Nueva Zelanda | 3  | 3  | 0  | 0  | 128 | 16  | +112 | 22 | 2  | 3            | 15     |
| Australia     | 3  | 2  | 0  | 1  | 93  | 44  | +49  | 14 | 8  | 2            | 10     |
| Sudáfrica     | 3  | 1  | 0  | 2  | 18  | 127 | −109 | 3  | 19 | 0            | 4      |
| Gales         | 3  | 0  | 0  | 3  | 30  | 82  | −52  | 4  | 14 | 1            | 1      |
| 20 de agosto | Australia | 26 - 12 | Gales |  |  |

| 20 de agosto | Nueva Zelanda | 55 - 3 | Sudáfrica |  |  |

| 24 de agosto | Sudáfrica | 15 - 10 | Gales |  |  |

| 24 de agosto | Australia | 8 - 32 | Nueva Zelanda |  |  |

| 28 de agosto | Nueva Zelanda | 41 - 8 | Gales |  |  |

| 28 de agosto | Australia | 62 - 0 | Sudáfrica |  |  |

### Grupo B
| Equipo         | PJ | PG | PE | PP | PF  | PC  | Dif  | TF | TC | Puntos Bonus | Puntos |
| -------------- | -- | -- | -- | -- | --- | --- | ---- | -- | -- | ------------ | ------ |
| Inglaterra     | 3  | 3  | 0  | 0  | 146 | 10  | +136 | 22 | 2  | 3            | 15     |
| Irlanda        | 3  | 2  | 0  | 1  | 59  | 42  | +17  | 11 | 6  | 2            | 10     |
| Estados Unidos | 3  | 1  | 0  | 2  | 73  | 59  | +14  | 11 | 10 | 1            | 5      |
| Kazajistán     | 3  | 0  | 0  | 3  | 3   | 170 | −167 | 0  | 26 | 0            | 0      |
| 20 de agosto | Kazajistán | 0 - 51 | Estados Unidos |  |  |

| 20 de agosto | Irlanda | 0 - 27 | Inglaterra |  |  |

| 24 de agosto | Irlanda | 22 - 12 | Estados Unidos |  |  |

| 24 de agosto | Inglaterra | 82 - 0 | Kazajistán |  |  |

| 28 de agosto | Irlanda | 37 - 3 | Kazajistán |  |  |

| 28 de agosto | Inglaterra | 37 - 10 | Estados Unidos |  |  |

### Grupo C
| Equipo  | PJ | PG | PE | PP | PF | PC | Dif | TF | TC | Puntos Bonus | Puntos |
| ------- | -- | -- | -- | -- | -- | -- | --- | -- | -- | ------------ | ------ |
| Francia | 3  | 3  | 0  | 0  | 55 | 24 | +31 | 10 | 2  | 1            | 13     |
| Canadá  | 3  | 2  | 0  | 1  | 85 | 43 | +42 | 12 | 7  | 2            | 10     |
| Escocia | 3  | 1  | 0  | 2  | 49 | 59 | −10 | 8  | 9  | 1            | 5      |
| Suecia  | 3  | 0  | 0  | 3  | 24 | 87 | −63 | 2  | 14 | 1            | 1      |
| 20 de agosto | Canadá | 37 - 10 | Escocia |  |  |

| 20 de agosto | Francia | 15 - 9 | Suecia |  |  |

| 24 de agosto | Canadá | 40 - 10 | Suecia |  |  |

| 24 de agosto | Francia | 17 - 7 | Escocia |  |  |

| 28 de agosto | Escocia | 32 - 5 | Suecia |  |  |

| 28 de agosto | Canadá | 8 - 23 | Francia |  |  |

## Fase Final

### Semifinal 9° al 12° puesto
| 1 de septiembre | Sudáfrica | 25 - 10 | Kazajistán |  |  |

| 1 de septiembre | Gales | 32 - 10 | Suecia |  |  |

### Semifinal 5° al 8° puesto
| 1 de septiembre | Canadá | 41 - 0 | Escocia |  |  |

| 1 de septiembre | Irlanda | 3 - 40 | Estados Unidos |  |  |

### Semifinal Campeonato
| 1 de septiembre | Nueva Zelanda | 45 - 7 | Francia |  |  |

| 1 de septiembre | Inglaterra | 15 - 0 | Australia |  |  |

### 11° Puesto
| 5 de septiembre | Suecia | 8 - 12 | Kazajistán |  |  |

### 9° Puesto
| 5 de septiembre | Sudáfrica | 17 - 29 | Gales |  |  |

### 7° Puesto
| 5 de septiembre | Irlanda | 32 - 8 | Escocia |  |  |

### 5° Puesto
| 5 de septiembre | Canadá | 20 - 23 | Estados Unidos |  |  |

### 3° Puesto
| 5 de septiembre | Francia | 8 - 22 | Australia | Twickenham Stoop, |  |

### Final
| 5 de septiembre | Nueva Zelanda | 13 - 10 | Inglaterra | Twickenham Stoop, |  |

| Bandera de Nueva Zelanda |
| Campeón Nueva Zelanda    |
| Cuarto título            |